# Pléguien
Pléguien [pleɡjɛ̃]  (Plian en breton) est une commune française située dans le département des Côtes-d'Armor en région Bretagne.

## Géographie
Le village se trouve sur la D9 de Guingamp (19 km au sud-ouest) à Saint-Quay-Portrieux (9 km à l'est), cette dernière localité étant une station balnéaire et un port dans la baie de Saint-Brieuc (côte nord de la péninsule de Bretagne).
La petite route départementale D84 traverse aussi la commune, qui relie Plouha (5 km au nord) à Châtelaudren (12 km au sud).
Saint-Brieuc, la préfecture des Côtes-d'Armor, est à 29 km au sud est, Lannion à 50 km à l'ouest.

### Transports
La gare la plus proche est à Guingamp. La gare de Saint-Brieuc, guère plus loin, est nettement mieux desservie.
L'aéroport le plus proche est celui de Saint-Brieuc Armor. À 50 km à l'ouest se trouve l'aéroport de Lannion avec une liaison vers Paris.

### Hydrographie
Pour un article plus général, voir Réseau hydrographique des Côtes-d'Armor.
La commune est située dans le bassin Loire-Bretagne. Elle est drainée par le Kerguidoué et le ruisseau de Kerguidou,.
Le Kerguidoué, d'une longueur de 21 km, prend sa source dans la commune de Lantic et se jette  dans le Leff à Tréméven, après avoir traversé sept communes. 

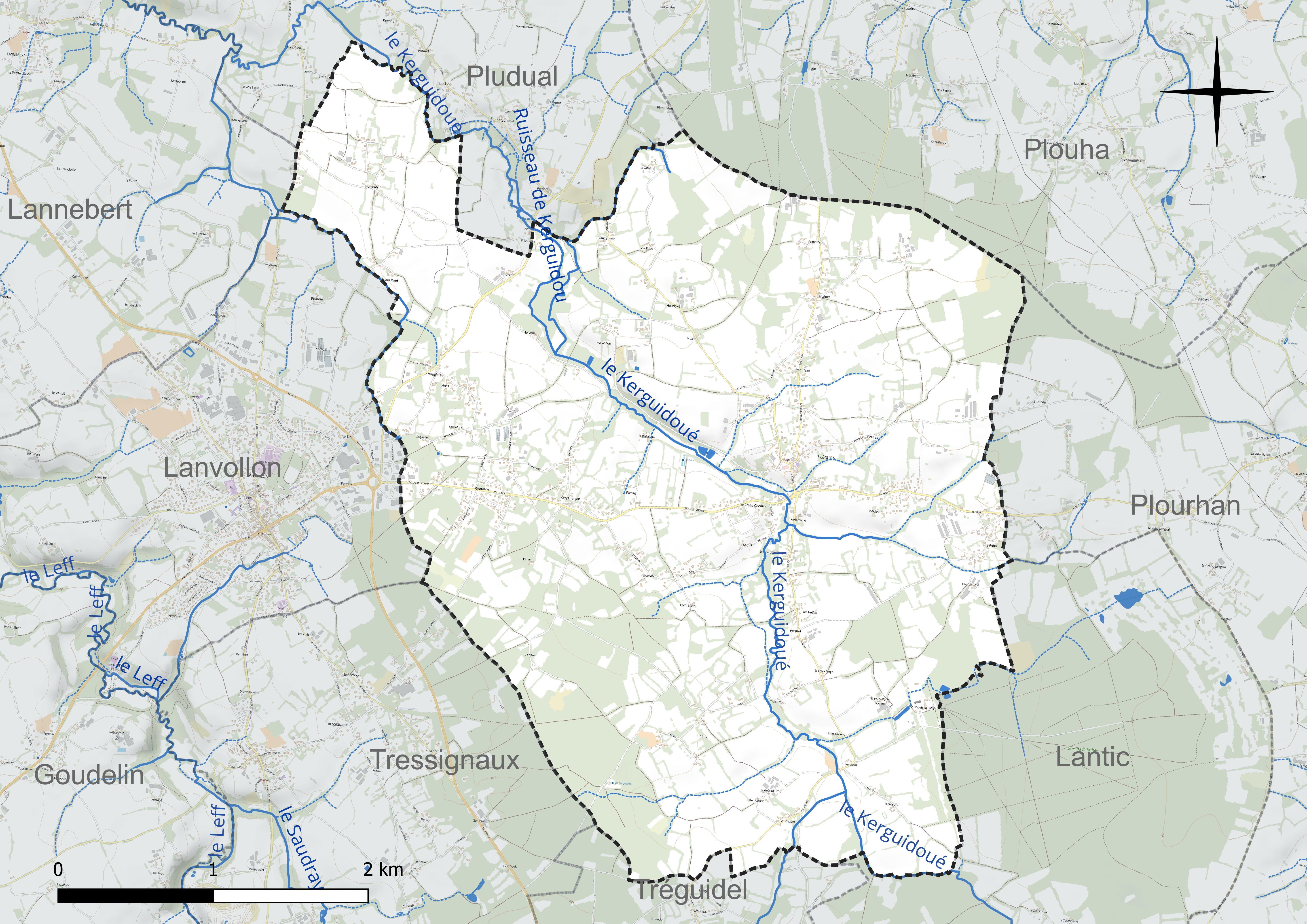
Réseau hydrographique de Pléguien.

### Climat
Pour des articles plus généraux, voir Climat de la Bretagne et Climat des Côtes-d'Armor.
En 2010, le climat de la commune est de type climat océanique franc, selon une étude du CNRS s'appuyant sur une série de données couvrant la période 1971-2000. En 2020, Météo-France publie une typologie des climats de la France métropolitaine dans laquelle la commune est exposée à un climat océanique et est dans la région climatique  Finistère nord, caractérisée par une pluviométrie élevée, des températures douces en hiver (6 °C), fraîches en été et des vents forts. Parallèlement l'observatoire de l'environnement en Bretagne publie en 2020 un zonage climatique de la région Bretagne, s'appuyant sur des données de Météo-France de 2009. La commune est, selon ce zonage, dans la zone « Intérieur  », exposée à un climat médian, à dominante océanique.  
Pour la période 1971-2000, la température annuelle moyenne est de 11,2 °C, avec  une amplitude thermique annuelle de 10,8 °C. Le cumul annuel moyen de précipitations est de 768 mm, avec 13 jours de précipitations en janvier et 6,7 jours en juillet. Pour la période 1991-2020, la température moyenne annuelle observée sur la station météorologique la plus proche, située sur la commune de Lanleff à 10 km à vol d'oiseau, est de 11,7 °C et le cumul annuel moyen de précipitations est de 845,9 mm,. Pour l'avenir, les paramètres climatiques de la commune estimés pour 2050 selon différents scénarios d’émission de gaz à effet de serre sont consultables sur un site dédié publié par Météo-France en novembre 2022.

## Urbanisme

### Typologie
Au 1er janvier 2024, Pléguien est catégorisée commune rurale à habitat dispersé, selon la nouvelle grille communale de densité à 7 niveaux définie par l'Insee en 2022.
Elle appartient à l'unité urbaine de Lanvollon, une agglomération intra-départementale dont elle est ville-centre,. Par ailleurs la commune fait partie de l'aire d'attraction de Saint-Brieuc, dont elle est une commune de la couronne,. Cette aire, qui regroupe 51 communes, est catégorisée dans les aires de 200 000 à moins de 700 000 habitants,.

### Occupation des sols
L'occupation des sols de la commune, telle qu'elle ressort de la base de données européenne d’occupation biophysique des sols Corine Land Cover (CLC), est marquée par l'importance des territoires agricoles (75,4 % en 2018), en diminution par rapport à 1990 (81 %). La répartition détaillée en 2018 est la suivante : 
zones agricoles hétérogènes (38,3 %), terres arables (37,1 %), forêts (13,3 %), zones urbanisées (11,2 %). L'évolution de l’occupation des sols de la commune et de ses infrastructures peut être observée sur les différentes représentations cartographiques du territoire : la carte de Cassini (XVIIIe siècle), la carte d'état-major (1820-1866) et les cartes ou photos aériennes de l'IGN pour la période actuelle (1950 à aujourd'hui).

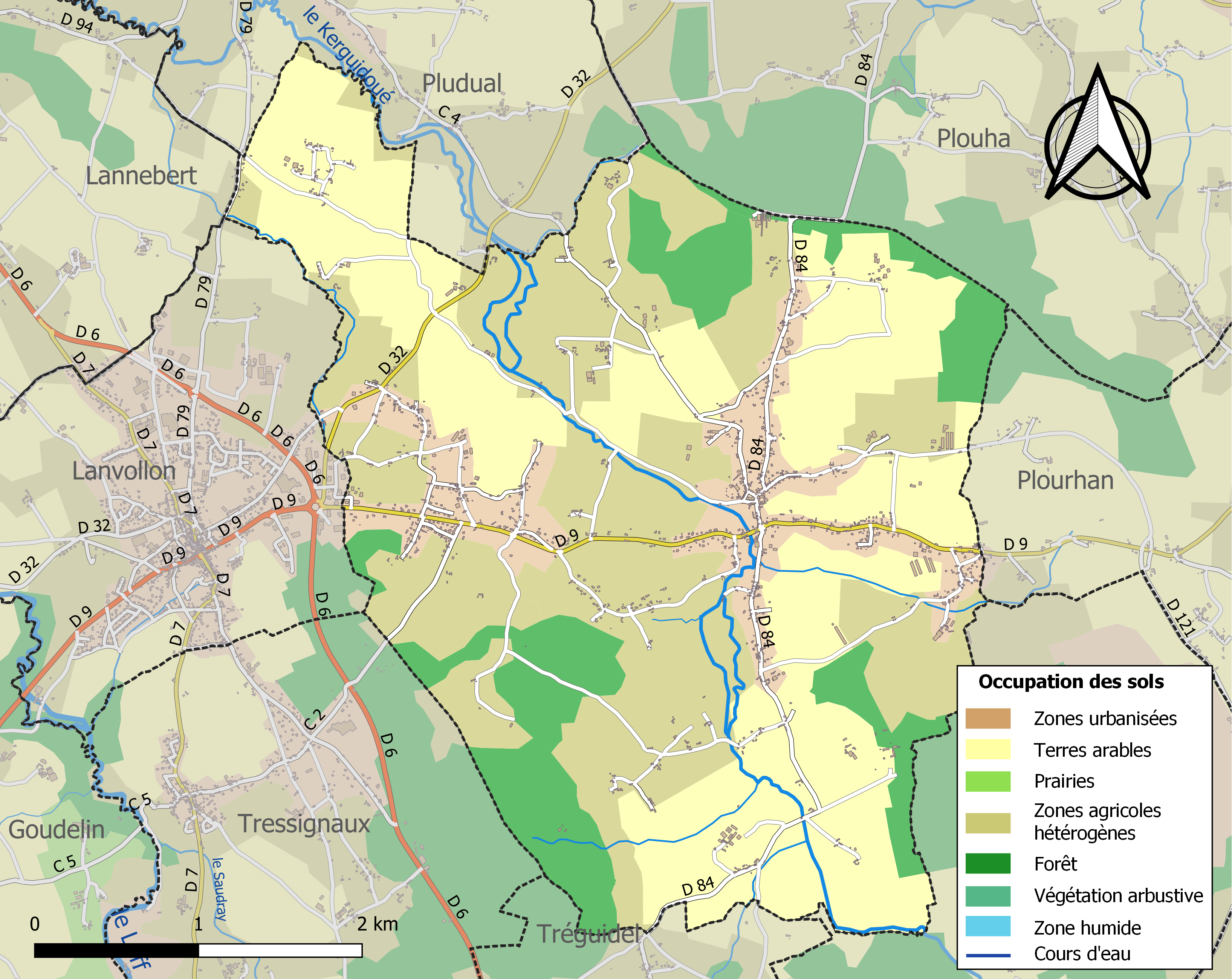
Carte des infrastructures et de l'occupation des sols de la commune en 2018 (CLC).

## Toponymie
Le nom de localité est attesté sous les formes Pluguian en 1224 et en 1225, Parrochia de Pluguyan en 1231, Pleguian en 1255, Pleveguian en 1289, Ecclesia de Pluguien vers 1330, Ploeguien en 1519, Pleyguen en 1536, Pleguien en 1543, Pleguyan en 1551, Ploeguien en 1428, Pléguien dès 1604.
Pléguien viendrait de l’ancien breton Ploe (paroisse) et Saint Kian, saint originaire du Pays de Galles. D'après Sigismond Ropartz, Plé-guen voudrait dire « Paroisse de Guen » (Sainte Guen étant la mère de saint Guénolé et de saint Venec).
Le nom de la commune en gallo, la langue régionale locale, est Pléyin.

## Histoire

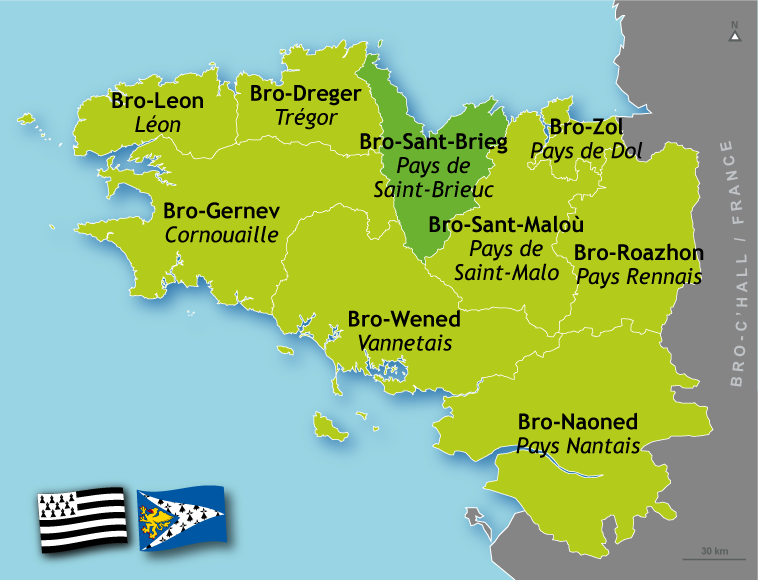
Carte des neuf pays historiques de Bretagne

Sous l’Ancien Régime, Pléguien appartenait à l’archidiaconé du Goëlo, à l’évêché de Saint-Brieuc et au comté du Goëlo.

### Temps modernes
En 1640 les dominicains de Guingamp établissent une confrérie du Rosaire.
Un aveu de 1690 indique qu'à Pléguien se trouvait une « caquinerie », un hôpital où l'on traitait la lèpre.

### LeXIXesiècle
Dans le dernier quart du XIXe siècle, alors que des vicariats ont déjà été créés, le service pastoral est assuré par un clergé linguistiquement mixte : un vicaire gallo et un recteur bretonnant.

### Le XXe siècle

#### Les guerres du XXe siècle
Le monument aux Morts porte les noms de 111 soldats morts pour la Patrie :
- 93 sont morts durant la Première Guerre mondiale.
- 17 sont morts durant la Seconde Guerre mondiale.
- 1 est mort durant la Guerre d'Indochine.

## Démographie
L'évolution du nombre d'habitants est connue à travers les recensements de la population effectués dans la commune depuis 1793. Pour les communes de moins de 10 000 habitants, une enquête de recensement portant sur toute la population est réalisée tous les cinq ans, les populations de référence des années intermédiaires étant quant à elles estimées par interpolation ou extrapolation. Pour la commune, le premier recensement exhaustif entrant dans le cadre du nouveau dispositif a été réalisé en 2006.

En 2022, la commune comptait 1 440 habitants, en évolution de +8,84 % par rapport à 2016 (Côtes-d'Armor : +1,78 %, France hors Mayotte : +2,11 %).
| 1793  | 1800  | 1806  | 1821  | 1831  | 1836  | 1841  | 1846  | 1851  |
| ----- | ----- | ----- | ----- | ----- | ----- | ----- | ----- | ----- |
| 1 165 | 1 448 | 1 508 | 1 485 | 1 653 | 1 666 | 1 665 | 1 651 | 1 727 |

| 1856  | 1861  | 1866  | 1872  | 1876  | 1881  | 1886  | 1891  | 1896  |
| ----- | ----- | ----- | ----- | ----- | ----- | ----- | ----- | ----- |
| 1 805 | 1 945 | 2 016 | 2 103 | 1 953 | 1 811 | 1 733 | 1 638 | 1 500 |

| 1901  | 1906  | 1911  | 1921  | 1926  | 1931  | 1936  | 1946  | 1954  |
| ----- | ----- | ----- | ----- | ----- | ----- | ----- | ----- | ----- |
| 1 613 | 1 591 | 1 595 | 1 412 | 1 355 | 1 234 | 1 204 | 1 125 | 1 004 |

| 1962  | 1968 | 1975 | 1982 | 1990 | 1999  | 2006  | 2011  | 2016  |
| ----- | ---- | ---- | ---- | ---- | ----- | ----- | ----- | ----- |
| 1 031 | 916  | 826  | 816  | 824  | 1 011 | 1 053 | 1 244 | 1 323 |

| 2021  | 2022  | - | - | - | - | - | - | - |
| ----- | ----- | - | - | - | - | - | - | - |
| 1 412 | 1 440 | - | - | - | - | - | - | - |

## Commerces et services
Avec la mer à seulement 9 km, le tourisme est bien présent dans l'économie de Pléguien. 
En 2015 les commerces incluent 7 hébergements saisonniers et deux chambres d'hôtes, un camping, un restaurant, un bar, un magasin de vélos (location et vente). Quatre fermes proposent des dégustations de leurs produits.

## Lieux et monuments
- Château du Bois de la Salle (XVIIe siècle)[34], inscrit Monument historique[35]. Voir aussi : Colombier du château du Bois de la Salle.
- Le Moulin Neuf[36], et le moulin de  Kerstang, parfois appelé moulin de Trepeutel, d'après le patronyme de son dernier meunier[37], tous deux réaménagés en maisons individuelles, sont inscrits à l'inventaire général du patrimoine culturel.
- Église Notre-Dame-de-Soumission.

### Lieux des environs
Les falaises de Plouha et la pointe de la Tour sont classées sites remarquables.
La plage des Rosaires, l'une des deux plages naturistes officielles des Côtes-d'Armor, est à 20 km au sud-est sur la commune de Plérin.
La côte de granit rose est à 60 km à l'ouest (vers Lannion).
La vallée des saints, projet monumental d'une « île de Pâques bretonne », est à environ 57 km à Carnoët.

## Personnalités liées à la commune
- Raymond Boizard (1938-1983), élu conseiller général PS du canton de Lanvollon en 1976. Il accède au mandat de maire en 1983. À son décès brutal en octobre 1983, il est premier vice-président du conseil général des Côtes-du-Nord et suppléant du député de Guingamp Maurice Briand.
- Vefa de Saint-Pierre (Geneviève de Méhérenc de Saint-Pierre), journaliste, poétesse engagée dans la défense de la culture bretonne, est née à Pléguien le 14 mai 1872, décédée à Saint-Brieuc le 16 juin 1967.
- Jules Évenou (1908-2002), amiral français, Compagnon de la Libération, né et inhumé à Pléguien.